# Лоджург
Лоджург (тадж. Лоҷург) — сельский населённый пункт в Сангворском районе РРП Таджикистана. Входит в состав сельской общины (джамоата) Вахдат, его административный центр. Расстояние от села до центра района (село Тавильдара) — 80 км. Население — 345 человек (2017 г.), таджики. Население в основном занято сельским хозяйством (животноводство и растениводство). Земли орошаются главным образом водами горных источников.